# Langenfeld (Bad Salzungen)
Langenfeld is een dorp in de Duitse gemeente Bad Salzungen in het Wartburgkreis in Thüringen. Het dorp wordt voor het eerst genoemd in een oorkonde uit 1297. 